# Pseudinca variatus
Pseudinca variatus är en skalbaggsart som beskrevs av Thierry Bourgoin 1921. Pseudinca variatus ingår i släktet Pseudinca och familjen Cetoniidae. Inga underarter finns listade i Catalogue of Life.